# ميرا (اسم)
ميرا هو اسم علم مؤنث ذو معانٍ مُختلفة. في اللغات الرومنسية، يَرتبط الاسم بالكلمات اللاتينية ذات معنى «عجيب» و«رائع»، أما في اللغات السلافية الجنوبية فإنهُ يعني «السلام» وغالبًا ما يُستعمل كجزءٍ من اسمٍ طويل مثل ميروسلافا أو سلوميرا. في اللغة الألبانية يَعني «الخير» و«اللطف»، أما في السنسكريتية فيعني «المحيط» أو «البحر» أو «الحد» أو «الحدود». في اللغة العبرية هو مُشتق من اسم مريم أو هو الاسم المؤنث لاسم لمئير والذي يعني الضوء.
في اللغة العربية يَعني اسم ميرا «الرائعة»، وإذا كان الاسم عربيًا فهوَ من الميرة وهي المؤونة من الطعام، وقد حولت تاؤه إلى ألف.

## الشخصيات
- ميرا عوض
- ميرا باي
- ميرا إمبروفيش
- ميرا فورلان
- ميرا ناير
- ميرا سورفينو